# Granåtjärnen
Granåtjärnen är en sjö i Orsa kommun i Dalarna och ingår i Dalälvens huvudavrinningsområde. Sjön har en area på 0,0516 kvadratkilometer och ligger 329 meter över havet. Sjön avvattnas av vattendraget Granån.

## Delavrinningsområde
Granåtjärnen ingår i det delavrinningsområde (677826-145104) som SMHI kallar för Utloppet av Granåtjärnen. Medelhöjden är 350 meter över havet och ytan är 8,34 kvadratkilometer. Det finns ett avrinningsområde uppströms, och räknas det in blir den ackumulerade arean 25,06 kvadratkilometer. Granån som avvattnar avrinningsområdet har biflödesordning 3, vilket innebär att vattnet flödar genom totalt 3 vattendrag innan det når havet efter 365 kilometer. Avrinningsområdet består mestadels av skog (23 procent), jordbruk (32 procent) och sankmarker (41 procent). Avrinningsområdet har 0,05 kvadratkilometer vattenytor vilket ger det en sjöprocent på 0,6 procent.